# Jens Pahlke
Jens Pahlke (* 26. Mai 1963) ist ein ehemaliger deutscher Fußballspieler. Für den 1. FC Magdeburg und die BSG Stahl Brandenburg spielte er in der Oberliga, der höchsten Spielklasse des DDR-Fußballs.

## Sportliche Laufbahn
Pahlkes fußballerische Laufbahn begann hoffnungsvoll. Er gehörte zu jenem Jahrgang der U-18-Nationalmannschaft der DDR, der nach dem enttäuschend verlaufenen UEFA-Juniorenturnier vor heimischer Kulisse im Frühjahr 1980 mit Blick auf die erste offizielle U-18-EM 1981 neu formiert wurde. Bei den Jugendwettkämpfen der Freundschaft wurde die DDR-Elf Zweiter, scheiterte aber auf dem Weg zur EM-Endrunde an den polnischen Junioren.
1981 übernahm ihn sein Heimatclub, der 1. FC Magdeburg, als Abwehrspieler in das Aufgebot für die Nachwuchsoberliga. Im gleichen Jahr hatte er bereits sein Debüt in einem Spiel der Männeroberliga gegeben. Am 25. April 1981 wurde er in der Begegnung FCM – Sachsenring Zwickau (3:2) als linker Verteidiger aufgeboten, aber nach 59 Minuten durch Olaf Rakus ersetzt. Obwohl Pahlke noch bis 1984 beim FCM blieb und später sogar in der Olympiaauswahlkader aufrückte, befähigten ihn seine damaligen Leistungen nicht für die Berufung in den Oberligakader und er wurde in der 1. Mannschaft auch nicht mehr eingesetzt.
Zum Start der Saison 1984/85 wechselte Pahlke zusammen mit seinem FCM-Clubkameraden Silvio Demuth zum Oberligaaufsteiger Stahl Brandenburg. Dort war er von Anfang an Stammspieler in den Begegnungen im ostdeutschen Oberhaus und bestritt bis zum Saisonende 19 der 26 ausgetragenen Erstligapartien. Bis 1989 zählte der 1,82 Meter große Abwehrspieler zum Stammpersonal der Brandenburger und versäumte nur wenige Punktspiele. 1986 konnte sich Stahl Brandenburg nach Platz 5 in der Oberliga für die UEFA-Pokalspiele 1986/87 qualifizieren. Stahl überstand die 1. Runde und Pahlke wurde in allen vier Spielen bis zum Aus in der 2. Runde eingesetzt.
Zu weiteren internationalen Einsätzen kam er in der DDR-Olympiaauswahl, für die er 1986 und 1987 zwei Qualifikationsspiele bestritt. Die ostdeutsche Auswahl konnte sich jedoch nicht für die Startberechtigung für das olympische Fußballturnier in Seoul erkämpfen. Insgesamt lief Pahlke 16-mal für die Olympiavertretung des DFV auf.
In der Herbstserie der Spielzeit 1989/90 absolvierte Pahlke neun der 13 Punktspiele. Sein letztes Oberligaspiel für Stahl Brandenburg bestritt er am 18. November 1989, danach nutzte er die durch die politischen Wende ermöglichte neue Reisefreiheit der DDR-Bürger und wechselte zunächst zum Drittligisten FSV Salmrohr, der 1989/90 in der Bundesrepublik in der Amateur-Oberliga Südwest antrat. Im Sommer 1990 unterschrieb er einen Vertrag beim niederländischen Zweitligisten FC Emmen. In den höherklassigen wiedervereinigten deutschen Fußball kehrte Pahlke nach Quellenlage nicht mehr zurück.